# Wenzel Köhler (Politiker)
Wenzel Köhler (* 16. Juni 1906 in  Petschau, Böhmen; † 16. Dezember 1987 in Donauwörth) war ein deutscher Politiker der GB/BHE und der GdP. Er war von 1950 bis 1962 Abgeordneter des Bayerischen Landtags.

## Leben und Wirken
Köhler besuchte die Volksschule in Neusattl (Nové Sedlo u Lokte) und die tschechoslowakische Staatsrealschule in Loket, danach absolvierte er eine Lehre zum Elektriker und einen zweijährigen aktiven Militärdienst. 1938 wurde er zum Bürgermeister vom durch das Münchner Abkommen durch das Deutsche Reich besetzte Neusattl gewählt. Nachdem er eine Reihe von Fachkursen für Kommunalverwaltung absolviert hatte, wurde er als hauptamtlicher Bürgermeister bestätigt. 1941 zog er als Soldat in den Zweiten Weltkrieg, er war in Griechenland, auf Kreta und in Afrika im Einsatz, zuletzt als Oberfeldwebel. 1945 geriet er in britische Gefangenschaft.
Nach dem Krieg beteiligte er sich an der Gründung des BHE. In der GB/BHE gehörte er dem Bundesausschuss und dem Landesausschuss für Bayern an. Er war erster Vorsitzender des Bezirksverbandes Schwaben und des Kreisverbandes Donauwörth. Daneben gehörte er dem Zentralverband der vertriebenen Deutschen und der Sudetendeutschen Landsmannschaft an.
Von 1950 bis 1962 war Köhler Abgeordneter des Bayerischen Landtags, gewählt über ein Mandat im Wahlkreis Schwaben. Von 1954 an gehörte er als Schriftführer dem Landtagspräsidium an. In seiner letzten Wahlperiode (seit 1958) war er Vorsitzender des Ausschusses für Eingaben und Beschwerden.